# Mil-Muğan FK
Mil-Muğan FK is Azerbeidzjaanse voetbalclub uit İmişli. De club werd in 2004 opgericht als FK MKT Araz Imishli en meteen toegelaten tot de hoogste klasse. In 2012 werd de club opgeheven.
In 2013 werd een doorstart gemaakt onder de naam Mil-Muğan FK en de club speelde in de Birinci Divizionu. Op 18 juli 2015 werd deze club weer opgeheven na financiële problemen. Wederom werd een doorstart gemaakt.

## Erelijst
Beker van Azerbeidzjan
Finalist 2007

## MKT Araz in Europa
Uitslagen vanuit gezichtspunt Mil-Muğan FK
| Seizoen | Competitie    | Ronde | Land              | Club                             | Totaalscore | 1e W    | 2e W       | PUC |
| ------- | ------------- | ----- | ----------------- | -------------------------------- | ----------- | ------- | ---------- | --- |
| 2006    | Intertoto Cup | 1R    | Vlag van Moldavië | FC Tiraspol                      | 1-2         | 1-0 (T) | 0-2 nv (U) | 0.0 |
| 2007/08 | UEFA Cup      | 1Q    | Vlag van Polen    | Dyskobolia Grodzisk Wielkopolski | 0-1         | 0-0 (T) | 0-1 (U)    | 0.5 |

Totaal aantal punten voor UEFA coëfficiënten: 0.5
Zie ook
- Deelnemers UEFA-toernooien Azerbeidzjan
- Ranglijst van alle clubs die in de diverse Europa Cups zijn uitgekomen